# Кадамовский
Кадамовский — посёлок в Октябрьском районе Ростовской области.
Входит в состав Персиановского сельского поселения.
Рядом с посёлком дислоцируется 150-я мотострелковая дивизия и располагается военный полигон ЮВО Кадамовский.

## География

### Улицы
| - ул. Вишневая, - ул. Залесская, - ул. Заречная, - ул. Зелёная, - ул. Красноармейская, - ул. Лесная, - ул. Молодёжная, - ул. Московская, - ул. Мостовая, | - ул. Октябрьская, - ул. Первомайская, - ул. Речная, - ул. Садовая, - ул. Советская, - ул. Солнечная, - ул. Степная, - ул. Центральная, - ул. Юбилейная, | - пер. Казачий, - пер. Конторский, - пер. Новоселовский, - пер. Октябрьский, - пер. Ростовский, - пер. Строительный, - пер. Школьный. |

## Население
| 2010 |
| ---- |
| 1325 |